# Naziq al-Abid
Pour les articles homonymes, voir Abid.
Naziq al-Abid (نازك العابد), née en 1887 ou 1898 à Damas (Syrie) et morte en 1959 à Beyrouth (Liban), est une militante nationaliste et féministe syrienne, engagée pour l'indépendance nationale et les droits des femmes. 

## Vie personnelle
Elle est née dans une riche famille de Damas en 1898 (ou 1887). Son père est un aristocrate et membre de la cour du sultan Abdulhamid II. Elle grandit dans un milieu très aisé mais s'en éloigne pour s'investir dans le champ militant. Alors qu'elle est encore une jeune adulte, elle suscite par son engagement féministe la fureur des cercles conservateurs de Damas. Marginalisée par sa famille et par la société damascène, elle est parfois surnommée « la rebelle ». Elle enlève ses bijoux et abandonne ses vêtements de soie afin de porter une tenue plus pratique pour ses activités.
À l'âge de 40 ans, elle se marie avec Muhammad Jamil Bayhum, un homme politique syrien. Il la soutient dans ses projets de soutien au droit de vote des femmes et l'aide à traduire des ouvrages féministes. Elle adopte trois orphelines.

## Engagement nationaliste et féministe

### Exil
Elle est exilée régulièrement par les autorités ottomanes puis françaises. L'Empire ottoman la renvoie en Syrie alors qu'elle se trouvait à Istanbul pour ses études, et où elle militait contre les discriminations faites aux étudiants arabes. Elle doit ensuite fuir en Égypte, à cause de ses critiques contre le pouvoir ottoman et de son engagement dans l'association féministe qu'elle a créée. Après la bataille de Maysaloun (1920), elle est exilée à Istanbul par les autorités françaises. Du fait de son engagement féministe et nationaliste, elle est enfin forcée de fuir au Liban, en Jordanie et à nouveau au Liban.

### Combat nationaliste
En juillet 1920, le roi Faycal Ier d'Irak cède à la pression militaire française sur la Syrie. À l'appel du ministre de la Guerre Youssef al-Azmeh, Naziq Al-Abid prend alors les armes. Elle est l'une des survivantes de la bataille de Maysaloun, qui fut un véritable massacre pour les résistants nationalistes syriens. Sa bravoure lui vaut le grade de générale de l'armée syrienne ; elle est par conséquent la première femme à accéder à cette fonction. En 1925, elle revient en Syrie pour aider à la résistance clandestine contre le pouvoir français. 

### Lutte féministe
Après la Première Guerre mondiale, qui entraîne l'effondrement de l'Empire ottoman, elle est reçue par les Américains[Qui ?] pour évoquer l'avenir de la Syrie. Elle demande, entre autres, le suffrage féminin. En 1922, elle crée l'Union des femmes avec deux autres féministes libanaises. En 1927, Naziq al-Abid, Madame Jazairi et d'autres femmes créent L’Éveil des femmes de Damas, une association qui propose des cours d'anglais et des leçons de couture aux veuves et aux jeunes filles pauvres. Elle fonde aussi deux autres associations financées par des fonds publics : la branche syrienne du Croissant Rouge, afin de venir en aide aux blessés de guerre, et La Lumière de Damas. La Lumière de Damas (Noor al-Fayha) est une association de promotion de la culture arabe dans les écoles de filles, ainsi que dans le journal féministe qu'elle a créée. En 1935, elle fonde l'Association des travailleuses du Liban. Pendant la guerre israélo-arabe de 1948, elle crée une association pour venir en aide aux réfugiés palestiniens.